# Henry Haven Windsor

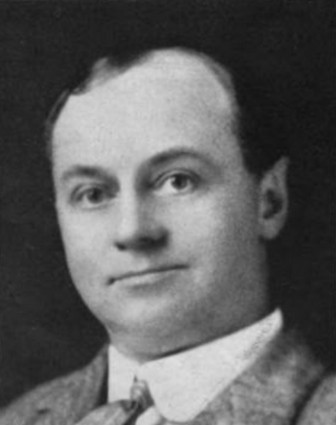
Henry Haven Windsor

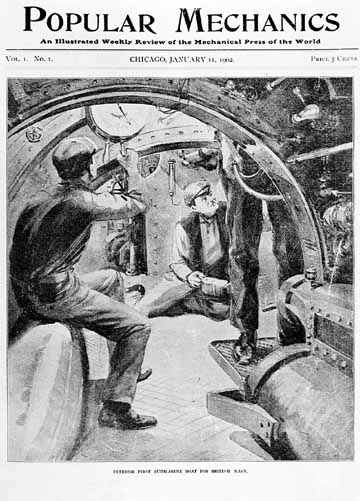
Mit dem illustrierten Magazin Popular Mechanics, hier das Titelblatt der Erstausgabe von 1902, schaffte H. H. Winsor, Sr. einen nachhaltigen unternehmerischen Erfolg. Der damit begründete Verlag blieb über drei Generationen in Familienbesitz.

Henry Haven Windsor, Sr. (* 13. November 1859 bei Mitchel, Iowa; † 11. Mai 1924 in Evanston, Illinois), war ein US-amerikanischer Verleger, Journalist und Autor. Er war Gründer und Herausgeber des populär-technischen Wochenmagazins Popular Mechanics.

## Biografie
Henry Haven Windsor, Sr. wurde am 13. November 1859 in einem Blockhaus bei Mitchel, Iowa geboren. Sein Vater war der Reverend William D. D. Windsor (1830–1908), Priester einer kongregationalistischen Kirche, der mit einem Planwagen in den Mittleren Westen Nordamerikas gekommen war. Seine Mutter war Harriet Butler Windsor, geborene Holmes (1861–1939).
Als er noch ein kleines Kind war, zog die Familie nach Marshalltown, Iowa, wo er dann die Schule besuchte. Im Alter von zwölf Jahren hatte er sich eine Druckpresse beschafft mit der er erfolgreich Handzettel für die örtlichen Kaufleute herstellte. Mit der Zeit nahm sein Interesse an Druck, Veröffentlichung und Schreiben zu. Nach Verlassen der Oberschule arbeitete er eine Zeitlang im örtlichen Postamt. In seiner Freizeit absolvierte er Fernkurse. Er verdiente sich Geld mit Beiträgen für Chicagoer Zeitungen. Damit konnte er sich zwei Jahre Ausbildung am Iowa College in Grinnell finanzieren.
Nach dem College arbeitete er bei der Times-Republican, der Tageszeitung von Marshalltown. Dort erlernte er Nachrichten-Journalismus und machte Erfahrungen mit den spezifischen Problemen bei der Herausgabe einer Zeitung. Von 1879 bis 1880 war er Lokalredakteur der Zeitung. 1881–82 arbeitete er als Privatsekretär für Funktionäre der Northern Pacific Railway in Saint Paul (Minnesota) und 1883–91 war er Sekretär bei der Chicago City Railway Company in Chicago. In seiner Freizeit gründete er die Fachzeitschrift Street Railway Review, die er von 1892 bis 1901 auflegte. 1894 gab er ein weiteres Magazin für die Ziegelindustrie heraus, Brick genannt, das sich mit der Baubranche beschäftigte.
Am 25. Juni 1889 heiratete er Lina Bradt Jackson (1861–1939) in Marengo, Illinois. Die beiden hatten zwei Kinder Dorothy (1896–1898) und Henry Haven, Jr. (1900–1965).
Im Herbst 1901 begann er das Popular Mechanics – Magazin aufzulegen. Entschlossen gab er seinen bisherigen Job auf, mietete sich ein kleines Büro und stellte einen Postbearbeiter und eine Buchhalterin ein. Die landesweit erscheinende Wochenzeitschrift sollte dem interessierten Publikum in allgemeinverständlicher Sprache und mit Bildern neues aus Technik und Wissenschaft nahe bringen. Die interessanten Themen der Zeit waren zum Beispiel pferdelose Kutschen, Ballonfahrten, Telegrafie oder Versuche zu fliegen. Die erste Ausgabe, die im Januar 1902 erschien, schrieb er fast ganz alleine und auf dem Titelblatt wurde das Innere des ersten U-Bootes der britischen Marine gezeigt, die HMS Holland 1.
H. H. Windsor starb am 11. Mai 1924 nach kurzer Krankheit in seinem Haus in Evanston.